# NGC 2915
NGC 2915 é uma galáxia espiral barrada (SBa) localizada na direcção da constelação de Chamaeleon. Possui uma declinação de -76° 37' 36" e uma ascensão recta de 9 horas, 26 minutos e 13,6 segundos.
A galáxia NGC 2915 foi descoberta em 31 de Março de 1837 por John Herschel.